# Сетон Міллер
Сетон Інгерсолл Міллер (англ. Seton Ingersoll Miller; 3 травня 1902 — 29 березня 1974) — голлівудський сценарист та продюсер. За час своєї кар'єри, він працював з багатьма відомими американськими режисерами, такими як Говард Гоукс і Майкл Кертіс.

## Кар'єра
Після закінчення Єльського університету, Міллер почав писати сценарії для німих фільмів наприкінці 1920-х років. В 1930-ті роки він працював над кримінальними фільмами, співпрацюючи з Гоуксом над створенням фільмів «Кримінальний кодекс» (1931, за який він був номінований на премію «Оскар» за найкращий адаптований сценарій) та «Обличчя зі шрамом» (1932). У співавторстві з Норманом Рейлі Рейном, Міллер написав сценарій для фільму «Пригоди Робін Гуда». В 1942 році Сетон та Сідні Бакмен отримали премію «Оскар» за найкращий адаптований сценарій до фільму «А ось і містер Джордан». Він регулярно працював в Голлівуді до 1959 року, коли він допоміг написати сценарій до трилера «Остання миля». У свої сімдесят, він зробив коротке повернення, написавши сценарії для фільму жахів Ніж для дам (1974) та діснеївського мультфільму Дракон Піта (1977).

## Вибрана фільмографія
- 1931: Кримінальний кодекс / Criminal Code
- 1932: Обличчя зі шрамом / Scarface
- 1935: Фріско Кід / Frisco Kid
- 1942: Моя дівчина Сел / My Gal Sal
- 1946: Наречена в чоботях / The Bride Wore Boots
- 1977: Дракон Піта / Pete's Dragon